# 마법의 부활
《마법의 부활》(영어: The Magical Revival)은 영국의 오컬티스트이자 소설가 케네스 그랜트의 저서로 1972년에 초판이 간행되었다. 이 저서와 이후의 두 저서로 구성된 그의 "타이포니언 삼부작 (Typhonian Trilogy)"의 첫 번째 작품이다.
이 작품에서 그는 미국의 코스믹 호러 작가 H. P. 러브크래프트의 크툴루 신화가 픽션으로 위장된 심령적 계시라는 자신의 이론을 처음 소개했으며 이 아이디어는 이후 작품들에서 더욱 정교하게 확장되었다. 그랜트는 러브크래프트와 오컬티스트 알리스터 크롤리 사이에 무의식적인 연결이 존재했다고 보았으며, 물론 러브크래프트는 자신의 문학적 영감의 오컬트적 근원을 의식적으로는 인지하지 못했지만 크롤리와 동일한 근원에서 아이디어를 얻었다고 주장했다.
1983년에는 일본어로 번역되어 출간되었다.